# Meall nan Ceapraichean
Meall nan Ceapraichean är ett berg i Storbritannien.   Det ligger i kommunen Highland och riksdelen Skottland, i den norra delen av landet, 800 km norr om huvudstaden London. Toppen på Meall nan Ceapraichean är 977 meter över havet, eller 124 meter över den omgivande terrängen. Bredden vid basen är 1,4 km.
Terrängen runt Meall nan Ceapraichean är huvudsakligen kuperad. Trakten runt Meall nan Ceapraichean är nära nog obefolkad, med mindre än två invånare per kvadratkilometer. Närmaste större samhälle är Ullapool, 17,4 km nordväst om Meall nan Ceapraichean. Trakten runt Meall nan Ceapraichean består i huvudsak av gräsmarker.